# Денні Доерті
Денні Доерті (англ. Denny Doherty, повне ім'я Dennis Gerrard Stephen Doherty, 29 листопада 1940, Галіфакс — 19 січня 2007) — канадський музикант, учасник гурту «The Mamas & the Papas».

## Біографія
Народився 29 листопада 1940 року в Галіфаксі (Канада). Музичну кар'єру почав в Монреалі в групі «The Colonials», яка після підписання контракту з компанією «Columbia Records» змінила назву на «The Halifax Three». Після запису кількох пластинок група розпалася в 1963 році.
Потім Доерті познайомився з нью-йоркським музикантом Джоном Філіпсом і прийняв його пропозицію приєднатися до фолк-групи «The New Journeymen», яка після приходу в неї «Мами» Кесс Елліот з групи «The Mugwumps» змінила назву на «The Mamas & the Papas».
Група активно працювала з 1965 по 1968 рік і випустила п'ять студійних альбомів. У 1965 році між Доерті і Мішель Філліпс, яка теж була у складі гурту, спалахнув роман, що став однією з причин розпаду The Mamas & the Papas.
Після розпаду групи в 1968 році Доерті продовжив музичну кар'єру і записав два сольні альбоми. У записі платівки 1974 року йому допомагали Мама Кесс і Мішель Філліпс. Пісня «You'll Never Know» в його виконанні потрапила в чарти, однак пізніше він перекваліфікувався у ведучого естрадних шоу.
В 1971 році компанія Dunhill Records переконала «The Mamas and The Papas» возз'єднатися для запису п'ятого і останнього альбому в їх історії — «People Like Us», який не здобув особливої популярності.
У 1978 році Доерті повернувся в рідний Галіфакс.
З 1993 по 2001 рік озвучував всі ролі в дитячій програмі «Буксир Теодор».
У 2003 році Денні Доерті брав участь у створенні і постановці мюзиклу «Dream a Little Dream: The Mamas and the Papas Musical», заснованого на історії групи.
Денні Доерті помер 19 січня 2007 року в своєму будинку неподалік від Торонто.

## Дискографія
- 1971 — Watcha' Gonna Do?
- 1974 — Waiting For a Song
- 1999 — Dream a Little Dream